# Pierre Peeters
 (août 2021).
 (novembre 2020).
Pierre Peeters, né le 13 mai 1954 à Bruxelles, est un photographe, concepteur éditorial et un éditeur belge. Après des années de photos et de reportage social, il s’est consacré à la connaissance du patrimoine artistique et monumental du Hainaut occidental
En 2011 il crée à Tournai la maison d'édition associative Wapica et réalise des dizaines de livres d’art avec de nombreux spécialistes, conservateurs de musées, professeurs d’université et historiens de l’art.

## Biographie

### Jeunesse
Pierre Peeters naît en 1954 dans une famille de condition modeste ce qui l'amène dans un premier temps, à entreprendre des études techniques, mais il suit en parallèle une formation en animation socioculturelle. 
Il étudie à l'INRACI de 1972 à 1975, puis complète sa formation avec une année à l’IAD  en section Image et une autre au « 75 » en photographie artistique . Ses compagnons d'étude sont les photographes Gilbert Fastenaekens et Christian Meynen, avec la complicité lors des reportages en Belgique de François Hers. 
En 1981, il publie avec Christine Ciselet son premier livre Portrait intérieur de la Marolle à la Samaritaine, qui est le résultat de deux années de reportage ethnographique dans des quartiers populaires de Bruxelles subissant un véritable génocide culturel au nom de la nouvelle urbanisation et de la rénovation des quartiers pauvres.

### Installation dans le Hainaut
Il s'installe en 1981 à Willaupuis (Leuze-en-Hainaut), proche de Tournai, avec son épouse, Mireille Maquet, iconographe. Tout en travaillant comme directeur de maison des jeunes dans le Borinage, il continue son travail de reporter-photographe. 
Son second livre de photos, Gens de mon pays sort en 1983. Il présente cinq années de photos prises dans toute la Belgique et est inspiré par les textes de Jacques Brel. Les images sont accompagnées d'un texte d Albert-André Lheureux. Le livre est préfacé par un dessin de Quick et Flupke proposé par Hergé. 
Il est invité à Epernay, (France), en novembre 1983, pour présenter ses images de la Belgique à l’exposition Jacques Brel en compagnie des acteurs Georges Descrières, Jean-Claude Drouot, Raoul de Manez, du pianiste François Rauber et de la Fondation Jacques Brel. 
Devenu, reporter-photographe indépendant, il réalise un grand reportage sur l’Espagne et le Portugal dans le cadre de l’élargissement de la Communauté européenne en 1985. 
Il travaille également durant deux ans, de 1986 à 1989 comme professeur de photographie à l’Institut Saint-Luc de Tournai.
De 1989 à 1994 il est responsable de la Cellule graphique dans une banque de la région de Tournai. 
En 1995 il crée le premier studio photographique tout numérique de Tournai. 
Durant toute cette période, il continue à participer à plusieurs livres en tant que photographe concepteur, que ce soit avec la Renaissance du livre ou  la fondation Pasquier Grenier, ou encore avec Hainaut Culture Démocratie. 

### Édition
En 2004, Pierre Peeters devient attaché aux Services diocésains de Tournai pour la communication, la réalisation des publications et des supports visuels. Avec l’Évêché de Tournai, il fonde la maison d’édition INCIPIT pour valoriser le patrimoine religieux du diocèse. Il va durant 5 ans publier plusieurs livres, entre autres sur les Trésors de la Cathédrale de Tournai et l'abbaye de Bonne-Espérance,. 
À l'aide d'acteurs locaux, il publie d'autres ouvrages sur les trésors de la région du Hainaut, dont un livre sur le château d'Antoing, qui donnera lieu à une exposition de ses photos également.  
En 2010 il crée Wapica, maison d'édition associative, dont il assure la direction éditoriale. Avec Wapica, il publie de nombreux livres valorisant le patrimoine de la Wallonie picarde. Il travaille sur chaque livre comme photographe, concepteur éditorial, parfois aussi comme auteur. Il édite plusieurs livres sur l'art et les artistes de la région de Tournai,
Il met en place en 2017 le projet Cultura Memoriapour valoriser la transition numérique de l’héritage culturel. Ce projet est en 2020 en phase d’implantation en Côte d’Ivoire.
Wapica élargit le champ de son action en travaillant sur deux artistes belges : une bibliographie du peintre Fernand Allard l'Olivier sortie en novembre 2020 et une autre de l'auteur belge de bande dessinée Paul Cuvelier, prévue en 2021.

## Expositions de photographies
- Pierre Peeters photographe, Maison des Arts de Schaerbeek, 1979
- J'ai regardé ces petits, dans le cadre de l'Année internationale de l'Enfant, 1980
- Portrait intérieur de la Marolle à la Samaritaine  à Bruxelles (Chapelle des Brigittines) et Charleroi (Musée de la photographie), 1981
- Gens de mon pays, Bruxelles, 1985
- Espagna, Banca central de Madrid à Bruxelles, 1986
- Photographies d'Espagne et du Portugal, à Milan, Marseille, Briançon, au Guatemala et à Caracas, Exposition itinérante commanditée par la CEE, 1986
- Trois photographes hennuyers, maison de la culture de Tournai, avec Charles Henneghien et Damienne Flipo, 1987
- Pierre Peeters, photographe du patrimoine, centre culturel d'Antoing, 2010